# Konrad Strycharczyk
Konrad Ignacy Strycharczyk pseudonim Słowik (ur. 25 maja 1923 w Nisku, zm. 10 lipca 2015 w Szczecinie) – polski żołnierz podziemia niepodległościowego w czasie II wojny światowej w ramach Armii Krajowej oraz podziemia antykomunistycznego w ramach Zrzeszenia Wolność i Niezawisłość, aktor i śpiewak (tenor).

## Życiorys
Urodził się w województwie lwowskim. Pochodził z rodziny rzemieślniczej. Od 1934 roku działał w harcerstwie. W czasie II wojny światowej działał w AK jako łącznik w oddziale Franciszka Przysiężniaka ps. Ojciec Jan. Aresztowany przez NKWD, latem 1944 roku dzięki pomocy matki zdołał zbiec do Lublina, gdzie w wyniku denuncjacji został zatrzymany przez Informację Wojskową. Zagrożony zesłaniem do karnej kompanii zdołał ponownie zbiec i przystąpić do oddziału samoobrony Hieronima Dekutowskiego ps. Zapora (tzw. „Zaporczycy”). Brał udział między innymi w akcjach bojowych w Kazimierzu Dolnym i w Kluczkowicach. Aresztowany jesienią 1946 roku przez UB w Olsztynie został bez wyroku zwolniony z aresztu w wyniku amnestii z marca 1947 roku.
Pracował jako aktor i tenor, od 1962 roku był śpiewakiem Operetki Szczecińskiej. Działał w Polskim Towarzystwie Turystyczno-Krajoznawczym. Został pochowany na cmentarzu Centralnym w Szczecinie (kwatera 15B).

## Wybrane odznaczenia
- Krzyż Oficerski Orderu Odrodzenia Polski (2007)[6]
- Krzyż Walecznych (nadany w 1945, wręczony w 2006)[7]
- Złoty Krzyż Zasługi[8][9]
- Medal „Pro Memoria”[8]
- Medal „Pro Patria” (2013)[10]
- Złoty Krzyż "Za Zasługi dla ZHP" z Mieczami[3]
- Krzyż Więźnia Politycznego[8][9]
- Srebrny Krzyż Niezłomnych[9]
- Odznaka za Zasługi ZKRPiBWP[9]
- Złota Odznaka Honorowa Gryfa Pomorskiego[9]
- Order Męczeństwa i Zwycięstwa[9]
- Order Walki i Cierpienia[8][9]
- Krzyż Walki o Niepodległość „ANTYK” z Mieczami[8][9]
- Wielki Order Św. Ottona z Bambergu (2010)[9]